# 1946年加拿大公民身份法令
《1946年加拿大公民身份法令》（英語：Canadian Citizenship Act, 1946）是加拿大政府的一项法律在1947年1月1日正式生效，正式确认了加拿大人的身份定义，包括提到他们是英國臣民。

## 历史
在1947年之前，法律上并无加拿大人的存在。第一个有关加拿大人身份的法令是《1910年移民法令》，但它也只是为了满足政府希望西部加拿大人口增长的愿望。《1914年规划法令》和《1921年加拿大国民法令》為加拿大国民提供了一个不完整的定义同时允许加拿大加入国际联盟以及成为国际法庭的一员。
这项法令同时也废除了多项于18世纪晚期和19世纪早期制订的反移民法令。
这项法令于1977年2月15日被新的国籍法取代，而后者历经多次修订现在依然生效中。现在这份国籍法中对于加拿大法律最重要的改变即是多重国籍－1977年前被禁止 — 已经基本上不受限制得得到允许。
2009年4月17日，国籍法有所更改。曾因成为另一个国家的公民而不得不放弃加拿大国籍的加拿大人将重新获得加拿大国籍。但他们需要申请以获得证明文件，如公民证。同时，加拿大国籍只会延伸到加拿大公民在海外生的第一代子女。